# Sbarro Robur
La Sbarro Robur è un'autovettura realizzata dal designer svizzero Franco Sbarro nel 1988.

## Sviluppo
La vettura, presentata presso il salone automobilistico di Ginevra del 1988, venne commissionata da Cyril De Rouvre, un industriale francese attivo nel campo dell'aviazione il quale richiese la costruzione di un mezzo adatto a spostarsi nel traffico cittadino ma dotato di molta potenza. Fu così che nacque la Robur.

## Tecnica
Come propulsore impiegava un 5 cilindri Audi derivato dall'Audi 200 che erogava 200 cv di potenza ed era gestito da un cambio automatico a quattro rapporti ZF HP 18. L'impianto frenante era rappresentato da quattro freni a disco abbinati ad uno spoiler posteriore mobile che fungeva da freno aerodinamico all'occorrenza. Gli pneumatici erano forniti dalla Pirelli. Nella sezione posteriore erano presenti, alloggiate dietro il paraurti, due ruote che avevano il compito di agevolare le operazioni di parcheggio. Bastava posizionare la parte anteriore dell'auto nella posizione di parcheggio desiderata, calare le due ruote posteriori e posizionare la parte di coda della vettura nella maniera desiderata risparmiando numerose manovre.